# Takara sagashi
Takara sagashi (たからさがし? lett. "La caccia al tesoro") è un cortometraggio d'animazione giapponese del 2011. Il cortometraggio, basato su un racconto illustrato di Rieko Nakagawa e Yuriko Yamawaki, è un'esclusiva del Museo Ghibli, dove è stato proiettato giornalmente dal 4 giugno fino al 31 agosto 2011.

## Curiosità
- Rieko Nakagawa e Yuriko Yamawaki avevano già ispirato in due precedenti occasioni i disegni dello Studio Ghibli: nel 1992, per lo spot Sora iro no tane di Hayao Miyazaki e per il corto d'animazione (sempre destinato alla proiezione presso il Museo Ghibli) Kujiratori, diretto sempre da Miyazaki nel 2001[2].